# Pseudonympha ruthae
Pseudonympha ruthae är en fjärilsart som beskrevs av Dickson 1966. Pseudonympha ruthae ingår i släktet Pseudonympha och familjen praktfjärilar. Inga underarter finns listade.